# Тейя (король остготов)
Тейя (лат. Theias; греч. Τεΐας ; погиб в 552) — король остготов в июле — октябре 552 года.

## Биография
Отца Тейи звали Фритигерн. Тейя был полководцем Тотилы, комендантом Вероны. Комит Тейя лишь в самый последний момент с 2000 всадников пришёл на помощь своему королю в битве при Тагине. После разгрома готов и смерти Тотилы Тейя поспешил в королевский город Тицин (современная Павия), где был избран королём, завладел сокровищницей и заключил союз с франками.
При Тейе готы начали последнюю борьбу с Византией, сопровождаемую всеми ужасами давно проигранной войны — убийством заложников и репрессиями против мирных римлян.
Тейя направился в Нижнюю Италию, но под натиском византийцев был вынужден отступить в район Неаполя. Затем последовала измена командующего готским флотом, и положение Тейи стало безнадёжным. При «Молочной горе», южнее Сарно, впадающей в Неаполитанский залив, он встретился с Нарсесом. Голод заставил остготов вступить в отчаянный бой. Три дня Тейя мужественно сражался с византийским войском и после геройского сопротивления пал с большей частью своих готов. После гибели своего короля готы сражались до тех пор, пока Нарсес не гарантировал им возвращение на их собственную землю, если они дадут обещание стать верными подданными императора.
Часть уцелевших остготов отправилась в Павию, другие разбрелись по Италии. Алигерн долго защищал Кумы, где находилась королевская казна. Остготы думали при помощи франков и алеманнов вернуть себе Италию, но были разбиты Нарсесом на берегу Вольтурны, у Казилина в 554 году. Остался лишь отряд остготов в 7000 воинов, который засел в горной крепости Кампсе, хорошо снабженной продовольствием. Через несколько месяцев, однако, и этот отряд сдался Нарсесу. Остготское королевство в Италии пало после двадцатилетней борьбы.